# Bahnstrecke Gospel Oak–Barking
| Overground-Zug in Barking |                      |                                             |                                             |
| |                      |                                             |                                             |
| Streckenlänge: | 22,1 km              |                                             |                                             |
| Spurweite: | 1435 mm (Normalspur) |                                             |                                             |
| Stromsystem: | 25 kV 50 Hz ~        |                                             |                                             |
| Zweigleisigkeit: | teilweise            |                                             |                                             |
| |                      |                                             |                                             |
| \| \| \| North London Line nach Richmond \| \| \| \| \| Gospel Oak \| \| \| \| \| North London Line von Stratford \| \| \| \| \| Midland Main Line von Nottingham/Sheffield \| \| \| \| \| \| \| \| \| \| Highgate Road \| \| \| \| \| Kentish Town \| \| \| \| \| MML aus London St. Pancras \| \| \| \| \| Junction Road \| \| \| \| \| Upper Holloway \| \| \| \| \| Hornsey Road \| \| \| \| \| \| \| \| \| \| East Coast Main Line \| \| \| \| \| Harringay Green Lanes \| \| \| \| \| St Ann’s Road \| \| \| \| \| Lea Valley Lines (Seven-Sisters-Zweiglinie) \| \| \| \| \| \| \| \| \| \| South Tottenham \| \| \| \| \| \| \| \| \| \| Lea Valley Lines (Temple-Mills-Zweiglinie) \| \| \| \| \| River Lea \| \| \| \| \| Blackhorse Road Victoria Line \| \| \| \| \| Lea Valley Lines (Chingford-Zweiglinie) \| \| \| \| \| Walthamstow Queen’s Road \| \| \| \| \| Leyton Midland Road \| \| \| \| \| A12 \| \| \| \| \| Central Line \| \| \| \| \| Leytonstone High Road \| \| \| \| \| Wanstead Park \| \| \| \| \| Great Eastern Main Line \| \| \| \| \| \| \| \| \| \| Woodgrange Park \| \| \| \| \| River Roding \| \| \| \| \| High Speed 1 \| \| \| \| \| Verbindung zur LT&SR, 1958 abgebrochen \| \| \| \| \| H&C und District Line \| \| \| \| \| LT&SR \| \| \| \| \| LT&SR \| \| \| \| \| Barking \| \| \| \| \| LT&SR \| \| |                      |                                             |                                             |
| Strecke von links · Abzweig quer und ehemals von links · Abzweig quer und von links |                      | North London Line nach Richmond             | North London Line nach Richmond             |
| Bahnhof · Kopfbahnhof Strecke bis hier außer Betrieb · Strecke |                      | Gospel Oak                                  | Gospel Oak                                  |
| Abzweig ehemals quer und nach rechts · Abzweig geradeaus, von links und ehemals von rechts · Strecke nach rechts |                      | North London Line von Stratford             | North London Line von Stratford             |
| Strecke von rechts · Strecke |                      | Midland Main Line von Nottingham/Sheffield  | Midland Main Line von Nottingham/Sheffield  |
| Abzweig geradeaus, nach links und ehemals von links · Abzweig geradeaus und von rechts |                      |                                             |                                             |
| ehemaliger Haltepunkt / Haltestelle · ehemaliger Haltepunkt / Haltestelle |                      | Highgate Road                               | Highgate Road                               |
| Bahnhof · Strecke |                      | Kentish Town                                | Kentish Town                                |
| Strecke nach rechts · Strecke |                      | MML aus London St. Pancras                  | MML aus London St. Pancras                  |
| ehemaliger Haltepunkt / Haltestelle |                      | Junction Road                               | Junction Road                               |
| Haltepunkt / Haltestelle |                      | Upper Holloway                              | Upper Holloway                              |
| ehemaliger Haltepunkt / Haltestelle |                      | Hornsey Road                                | Hornsey Road                                |
| Abzweig geradeaus und nach links · Strecke von rechts |                      |                                             |                                             |
| Kreuzung geradeaus unten · Abzweig quer und nach links |                      | East Coast Main Line                        | East Coast Main Line                        |
| Haltepunkt / Haltestelle |                      | Harringay Green Lanes                       | Harringay Green Lanes                       |
| ehemaliger Haltepunkt / Haltestelle |                      | St Ann’s Road                               | St Ann’s Road                               |
| Kreuzung geradeaus oben · Abzweig quer und von links |                      | Lea Valley Lines (Seven-Sisters-Zweiglinie) | Lea Valley Lines (Seven-Sisters-Zweiglinie) |
| Abzweig geradeaus und von links · Strecke nach rechts |                      |                                             |                                             |
| Haltepunkt / Haltestelle |                      | South Tottenham                             | South Tottenham                             |
| Strecke von links · Abzweig geradeaus und nach rechts |                      |                                             |                                             |
| Abzweig quer, nach rechts und ehemals nach links · Kreuzung geradeaus unten |                      | Lea Valley Lines (Temple-Mills-Zweiglinie)  | Lea Valley Lines (Temple-Mills-Zweiglinie)  |
| Brücke über Wasserlauf |                      | River Lea                                   | River Lea                                   |
| Bahnhof |                      | Blackhorse Road Victoria Line               | Blackhorse Road Victoria Line               |
| Kreuzung geradeaus unten |                      | Lea Valley Lines (Chingford-Zweiglinie)     | Lea Valley Lines (Chingford-Zweiglinie)     |
| Haltepunkt / Haltestelle |                      | Walthamstow Queen’s Road                    | Walthamstow Queen’s Road                    |
| Haltepunkt / Haltestelle |                      | Leyton Midland Road                         | Leyton Midland Road                         |
| Brücke |                      | A12                                         | A12                                         |
| Kreuzung mit U-Bahn geradeaus oben |                      | Central Line                                | Central Line                                |
| Haltepunkt / Haltestelle |                      | Leytonstone High Road                       | Leytonstone High Road                       |
| Haltepunkt / Haltestelle |                      | Wanstead Park                               | Wanstead Park                               |
| Kreuzung geradeaus oben · Abzweig quer und von rechts |                      | Great Eastern Main Line                     | Great Eastern Main Line                     |
| Abzweig geradeaus und von links · Strecke nach rechts |                      |                                             |                                             |
| Haltepunkt / Haltestelle |                      | Woodgrange Park                             | Woodgrange Park                             |
| Brücke über Wasserlauf |                      | River Roding                                | River Roding                                |
| Kreuzung mit Tunnelstrecke |                      | High Speed 1                                | High Speed 1                                |
| Abzweig geradeaus und ehemals nach rechts |                      | Verbindung zur LT&SR, 1958 abgebrochen      | Verbindung zur LT&SR, 1958 abgebrochen      |
| Kreuzung mit U-Bahn geradeaus oben |                      | H&C und District Line                       | H&C und District Line                       |
| Kreuzung geradeaus oben |                      | LT&SR                                       | LT&SR                                       |
| Abzweig geradeaus und von links |                      | LT&SR                                       | LT&SR                                       |
| Bahnhof |                      | Barking                                     | Barking                                     |
| Strecke |                      | LT&SR                                       | LT&SR                                       |

Die Bahnstrecke Gospel Oak–Barking (Alternativname Goblin für Gospel Oak to Barking Line) ist eine Eisenbahnstrecke im Norden der britischen Hauptstadt London. Sie führt vom Bahnhof Gospel Oak an der North London Line zum Bahnhof Barking an der London, Tilbury and Southend Railway. Seit 2024 wird die Linie auf der Tube map als Suffragette Line bezeichnet.

## Geschichte
Die Linie als ganzes existiert erst seit 1981, vorher bestand sie aus Teilstücken anderer Bahnstrecken.
Der Abschnitt Barking–Woodgrange Park wurde 1852 von der London, Tilbury and Southend Railway im Zuge ihrer Streckeneröffnung Forest Gate–Tilbury erbaut und 1854 dem Verkehr übergeben. 1868 wurde der Abschnitt Kentish Town–South Tottenham als Abzweig von der Midland Main Line eröffnet. 1888 wurde eine zusätzliche Zweiglinie nach Gospel Oak als Verbindung mit der North London Line erstellt, jedoch verkehrten die meisten Züge via Kentish Town. Am 9. Juli 1894 wurde der Abschnitt South Tottenham – Woodgrange Park als Verbindung zwischen der Midland Railway und der London, Tilbury and Southend Railway in Betrieb genommen.
1926 wurde die Zweiglinie nach Gospel Oak geschlossen. 1958 wurde auch die Verbindung nach East Ham geschlossen.
Anlässlich diverser Umbauten im Umfeld St Pancras/Kentish Town im Jahre 1981 wurde der Endbahnhof der Linie nach Gospel Oak verlegt, so dass neu eine Verbindung zur North London Line hergestellt werden konnte. Dafür musste die bereits von 1888 bis 1926 bestehende Zweiglinie Upper Holloway – Gospel Oak reaktiviert werden. Allerdings wurde die Verbindung zur Midland Line beibehalten, jedoch die Abzweigung in Richtung Kentish Town aufgehoben. Diese Verbindung spielt eine wichtige Rolle im Güterverkehr in Richtung Norden.
1994 ging der Betrieb der Linie im Zuge der Privatisierung der British Rail an die North London Railways über, die Infrastruktur derweil verblieb bei der Network Rail. 1997 übernahm die National Express Group die Linie, die sie gemeinsam mit der West London Line und der North London Line unter dem Markennamen Silverlink vermarktete.
Im Zuge des Railways Act 2005 übernahm die Transport for London (TfL) zunächst einige Zugfahrten, ehe sie 2007 den vollständigen Personenverkehrsbetrieb auf der Linie übernahm. Seitdem gehört die Linie zum Netz der London Overground, die auf der Strecke halbstündlich Personenverkehr betreibt. Die Linie ist auch Teil des Oyster-Card-Verbundes. Seitdem verbesserten sie die betrieblichen Umstände enorm, auch die Schwarzfahrerquote sank gegenüber dem Silverlink-Betrieb von 40 Prozent auf zwei Prozent.
Zurzeit wird die Strecke umgebaut, so dass stündlich je vier Personen- und Güterzüge verkehren können.

## Bedeutung

### Personenverkehr
Neben der London Overground nutzt auch die c2c Teile der Strecke, indem sie Züge aus Shoeburyness nicht nach Fenchurch Street, sondern nach Liverpool Street führt. Diese Relationen nutzen zwischen Barking und der Kreuzung mit der Great Eastern Main Line die Strecke, ohne jedoch in Woodgrange Park zu halten. Die Overground-Züge befahren die Strecke im Viertelstundentakt, wobei in den Ferien das Fahrtenangebot eingeschränkt ist. Ferner muss der Personenverkehr in einigen Fällen während der Schwachverkehrszeit für die Ertüchtigung der Strecke eingestellt werden.

### Güterverkehr
Die Strecke spielt im Bereich des Güterverkehrs eine sehr wichtige Rolle. Sie dient als wichtiger Verbindungsweg zwischen Südostengland und dem Norden, da sie Verbindungen mit der Midland Main Line und der West Coast Main Line ermöglicht. Die wichtigsten Anbieter sind DB Cargo UK und Freightliner. Letzteres Unternehmen besitzt ein großes Frachtterminal bei Barking und nutzt die GOBLIN als Verbindung zwischen dem Seehafen Tilbury und dem Rest Großbritanniens.

## Zukunft
- Die Bahnsteige sollen verlängert werden, um längere Züge aufnehmen zu können
- Im Bahnhof Gospel Oak sind mittelfristig Baumaßnahmen für eine bessere Verknüpfung mit der North London Line und damit auch für durchgehende Züge vorgesehen. Bisher besitzt die Strecke aus Barking einen Kopfbahnsteig im Bahnhof, die Verbindung zur NLL umfährt den Bahnhof und mündet erst bei Hampstead Heath in die NLL.
- Geplant ist eine Verlängerung zum Bahnhof Dagenham Dock an der LT&SR, um einen Umsteigepunkt mit der Docklands Light Railway zu ermöglichen. Zusätzliche Infrastruktur ist nicht notwendig, die Züge können vorhandene Strecken der c2c benutzen.[4]
- Eine Reaktivierung der Haltestelle Junction Road steht zur Debatte, um eine Umsteigemöglichkeit zur Station Tufnell Park der Northern Line zu ermöglichen.